# 방아다리문학도서관
방아다리문학도서관은 서울특별시 양천구에 있는 공립 도서관이다.

## 연혁
- 2016년 12월 15일 개관.